# 4256 Kagamigawa
4256 Kagamigawa (1986 TX) là một tiểu hành tinh vành đai chính được phát hiện ngày 3 tháng 10 năm 1986 bởi Tsutomu Seki ở Geisei.